# Aubin Pasque
Aubin Pasque (* 1903 in Cheratte (bei Lüttich); † 1981 in Brüssel) war ein belgischer Maler, Zeichner und Grafiker.

## Leben und Karriere
Pasque absolvierte eine Ausbildung an der Akademie der bildenden Künste in Lüttich, ab 1921 war er an der Academy of fine Arts in Brüssel. Er absolvierte Studienreisen nach Spanien. Er gründete im Jahre 1958 zusammen mit Carmen Defize, Aline Gagnaire u. a. die Surrealisten-Künstlergruppe Fantasmagie und verlegte ein gleichnamiges Künstlermagazin.
Inspiriert von Julius Bretz menschenleeren Landschaftsbildern, entwickelte sich bei Aubin Pasque ebenfalls eine Vorliebe für menschenleere Landschaften. Neben Stillleben wählte er vorzugsweise immer wieder die einsamen Wälder der Ardennen als Sujet – auch später noch, als er bereits den surrealen Malstil für sich entdeckt hatte. In den 70er Jahren experimentierte er mit Collagentechnik. Pasque hatte zahlreiche nationale und internationale Ausstellungen.

## Ausstellungen
- Museum Teplitz (Teplice/CZ)
- Düsseldorfer Kunsthalle (1942)
- Museum Aussig (CZ)
- 1968: Aubin Pasque, Ölbilder und Monotypien, Internationaler Künstlerclub des Österreichischen Kulturzentrum, Wien
- 1984: Aubin Pasque et Fantasmagie, Archives et Musée de la Littérature, Brüssel

## Werke in Museen und öffentlichen Sammlungen
- Landesmuseum in Vise